# The Innocent Man
The Innocente Man (br: O Inocente / pt: Um Homem Inocente) é uma obra do escritor norte-americano John Grisham, publicada em 2006, e baseada em uma história real.
O personagem principal é Ronald Keith Williamson, que fora acusado injustamente de matar uma garçonete em Oklahoma. O caso aconteceu entre os anos de 1988 e 1999. Cinco dias antes da data marcada para a aplicação da injeção letal, um exame de DNA comprovou a inocência, e Ronald foi solto. 